# Distretto di Bornuur
Il distretto di Bornuur è uno dei ventisette distretti (sum) in cui è suddivisa la provincia del Tôv, in Mongolia. Conta una popolazione di 4.693 abitanti (censimento 2007).